# Maurice Ravel
Joseph Maurice Ravel (AFI: [ʒɔzɛf mɔʁis ʁavɛl]; Ciboure, 7 marzo 1875 – Parigi, 28 dicembre 1937) è stato un compositore, pianista e direttore d'orchestra francese.
È stato spesso collegato all'impressionismo insieme al suo contemporaneo più anziano Claude Debussy, sebbene entrambi i compositori respingessero il termine.
Il suo brano più celebre per orchestra è certamente il Boléro, che si richiama al genere spagnolo del bolero. Molto nota è anche l'orchestrazione, realizzata nel 1922, dei Quadri di un'esposizione di Musorgskij.
Egli stesso descrisse così il suo Boléro: «non c'è forma propriamente detta, non c'è sviluppo, non c'è o non c'è quasi modulazione». E ancora: «come è possibile che questo brano sia così amato, quando in realtà non c’è musica». Le orchestrazioni di Ravel sono da apprezzare in modo particolare per l'utilizzo di diverse sonorità e per la complessa strumentazione. Negli anni 1920 e 1930 Ravel era considerato a livello internazionale il più grande compositore vivente della Francia.

## Biografia
Nato in una famiglia amante della musica, Ravel frequentò la più importante scuola di musica francese, il Conservatorio di Parigi; non era ben considerato dalla sua istituzione conservatrice, il cui trattamento prevenuto nei suoi confronti provocò uno scandalo. Dopo aver lasciato il conservatorio, Ravel trovò la sua strada come compositore, sviluppando uno stile di grande chiarezza e incorporando elementi di modernismo, barocco, neoclassicismo e, nelle sue opere successive, di jazz. Gli piaceva sperimentare la forma musicale, come nel suo lavoro più noto, Boléro (1928), in cui la ripetizione prende il posto dello sviluppo. Fece alcuni arrangiamenti orchestrali di musica di altri compositori, tra i quali la sua versione del 1922 di Quadri di un'esposizione di Musorgskij è la più conosciuta.
Lavoratore lento e scrupoloso, Ravel compose meno pezzi di molti suoi contemporanei. Tra le sue opere che sono entrate nel repertorio ci sono brani per pianoforte, musica da camera, due concerti per pianoforte, musica per balletto, due opere e otto cicli di canzoni; non ha mai scritto sinfonie o musica sacra. Molte delle sue opere esistono in due versioni: prima composizione per pianoforte e poi un'orchestrazione. Parte della sua musica per pianoforte, come Gaspard de la nuit (1908), è eccezionalmente difficile da suonare e le sue complesse opere orchestrali come Daphnis et Chloé (1912) richiedono un abile equilibrio nell'esecuzione.
Ravel fu tra i primi compositori a riconoscere il potenziale delle registrazioni per portare la sua musica a un pubblico più ampio. Dagli anni 1920, nonostante la tecnica limitata come direttore d'orchestra, prese parte alla direzione di parecchi suoi lavori; altri furono fatti sotto la sua supervisione da direttori più esperti.

### Primi anni

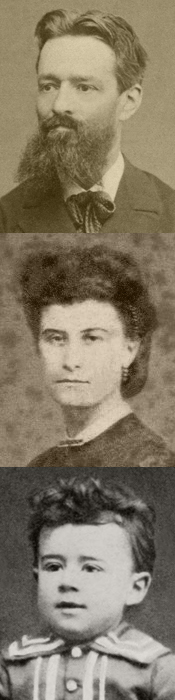
Joseph Ravel (1875), Marie Ravel (1870) e Maurice Ravel a quattro anni (1879)

Ravel nacque nella città basca di Ciboure, in Francia, vicino a Biarritz, a 18 chilometri dal confine con la Spagna. Suo padre, Pierre-Joseph Ravel, era un ingegnere colto e di successo, un inventore e un produttore, nato a Versoix vicino al confine franco-svizzero. Sua madre, Marie, nata Delouart, era di origini basche ma cresciuta a Madrid. Verso la fine del diciannovesimo secolo, Joseph l'aveva sposata nonostante fosse al di sotto del proprio status - Marie era illegittima e appena istruita - ma il matrimonio era felice. Alcune delle invenzioni di Joseph ebbero successo, tra queste un primo motore a combustione interna e una famigerata macchina da circo, il "Whirlwind of Death", un giro della morte che fu una grande attrazione fino a un incidente mortale al Circo Barnum e Bailey nel 1903.
Entrambi i genitori di Ravel erano cattolici romani; Marie era una libera pensatrice, un tratto ereditato dal figlio maggiore. Maurice fu battezzato nella chiesa parrocchiale di Ciboure sei giorni dopo la sua nascita. La famiglia si trasferì a Parigi tre mesi dopo e lì nacque un secondo figlio, Édouard, che diventò ingegnere come il padre e a cui Maurice rimase sempre molto legato. Maurice era particolarmente devoto alla madre; la sua eredità basca-spagnola ebbe una forte influenza nella sua vita e nella sua musica. Tra i suoi primi ricordi c'erano canzoni popolari che lei gli cantava. La casa non era ricca, ma l'ambiente famigliare era confortevole e i due ragazzi ebbero un'infanzia felice.
Ravel senior era felice di portare i suoi figli nelle fabbriche per vedere gli ultimi dispositivi meccanici, ma aveva anche un vivo interesse per la musica e la cultura in generale. Più avanti nella vita Ravel ricordava: "Durante la mia infanzia ero sensibile alla musica. Mio padre, molto più colto in questa arte rispetto alla maggior parte dei dilettanti, ha saputo sviluppare i miei gusti e stimolare il mio entusiasmo in tenera età". Non ci sono prove che Ravel abbia ricevuto un insegnamento scolastico generale ufficiale nei suoi primi anni; il suo biografo Roger Nichols suggerisce che il ragazzo potrebbe essere stato educato principalmente da suo padre.
Quando aveva sette anni Ravel iniziò le lezioni di piano con Henri Ghys, un amico di Emmanuel Chabrier; cinque anni dopo, nel 1887, iniziò a studiare armonia, contrappunto e composizione con Charles-René, allievo di Léo Delibes. Senza essere un bambino prodigio, era un ragazzo eccezionalmente portato per la musica. Charles-René scoprì che la concezione della musica di Ravel era naturale per lui "e non, come nel caso di tanti altri, il risultato di uno sforzo". Le prime composizioni conosciute di Ravel risalgono a questo periodo: variazioni su un corale di Schumann, variazioni su un tema di Grieg e un unico movimento di una sonata per pianoforte. Sono arrivate fino a noi solo in forma frammentaria.
Nel 1888 Ravel incontrò il giovane pianista Ricardo Viñes, che divenne non solo un amico per la vita, ma anche uno dei principali interpreti delle sue opere e un importante collegamento tra Ravel e la musica spagnola. I due condividevano un apprezzamento per Wagner, la musica russa e gli scritti di Poe, Baudelaire e Mallarmé. All'Esposizione Universale di Parigi del 1889, Ravel fu molto colpito dai nuovi concerti sinfonici russi diretti da Nikolai Rimsky-Korsakov. Questa musica ebbe un effetto duraturo sia su Ravel, sia sul suo contemporaneo più anziano Claude Debussy, così come il sound esotico del gamelan giavanese, sempre udito durante l'Esposizione.
Émile Decombes subentrò come insegnante di pianoforte di Ravel nel 1889; nello stesso anno Ravel diede la sua prima esibizione pubblica. A quattordici anni prese parte ad un concerto alla Salle Érard insieme ad altri allievi di Decombes, tra cui Reynaldo Hahn e Alfred Cortot.

### Conservatorio di Parigi
Con l'incoraggiamento dei suoi genitori Ravel fece domanda per entrare nel più importante istituto musicale francese, il Conservatorio di Parigi. Nel novembre del 1889, suonando musica di Chopin, superò l'esame per l'ammissione alla classe preparatoria di pianoforte gestita da Eugène Anthiome. Ravel vinse il primo premio al concorso per pianoforte del Conservatorio nel 1891, ma per il resto non si distinse come studente. Tuttavia questi anni furono un periodo di notevole progresso nel suo sviluppo come compositore. Il musicologo Arbie Orenstein scrive che per Ravel gli anni 1890 furono un periodo "di immensa crescita... dall'adolescenza alla maturità".

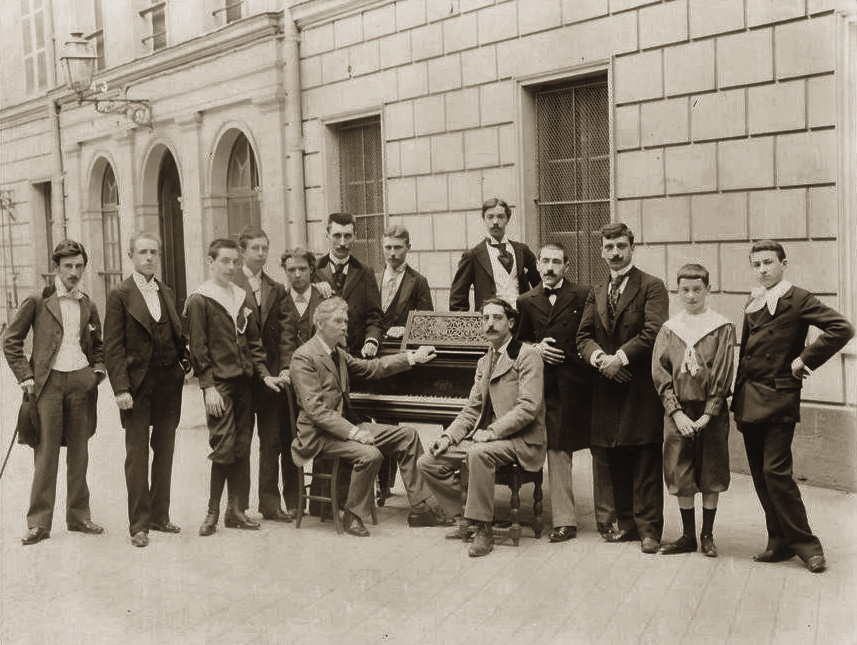
La classe di piano di Charles de Bériot nel 1895, con Ravel a sinistra

Nel 1891 Ravel passò alle classi di Charles-Wilfrid de Bériot, per il pianoforte, e di Émile Pessard per l'armonia. Fece progressi solidi anche se non spettacolari, con il particolare incoraggiamento da parte di Bériot ma, nelle parole della musicologa Barbara L. Kelly, "gli si poteva insegnare solo alle sue condizioni". Il suo successivo insegnante Gabriel Fauré lo capì, ma in generale non era accettabile per l'atteggiamento tradizionalista del Conservatorio degli anni 1890. Ravel fu espulso nel 1895, non avendo più vinto premi. Le sue prime opere per sopravvivere sono di questi giorni da studente: Sérénade grotesque, per pianoforte, e Ballade de la Reine morte d'aimer, una melodia ambientata su una poesia di Roland de Marès (entrambi del 1893).
Ravel non fu mai uno studente altrettanto diligente in pianoforte quanto alcuni suoi compagni come Viñes e Cortot. Era chiaro che come pianista non li avrebbe mai eguagliati, ma lui desiderava soprattutto diventare un compositore: da quel momento in poi si concentrò sulla composizione. Tra le sue opere di quel periodo vi sono le canzoni Un grand sommeil noir e D'Anne jouant de l'espinette su versi di Paul Verlaine e Clément Marot, e le pièces per pianoforte Menuet antique e Habanera (a quattro mani), quest'ultima infine incorporata nella Rapsodie espagnole. In questo periodo Joseph Ravel presentò suo figlio a Erik Satie, che si guadagnava da vivere come pianista di café. Ravel fu uno dei primi musicisti, Debussy era un altro, a riconoscere l'originalità e il talento di Satie. I costanti esperimenti di Satie nella forma musicale furono d'ispirazione per Ravel, che li considerava "di inestimabile valore".

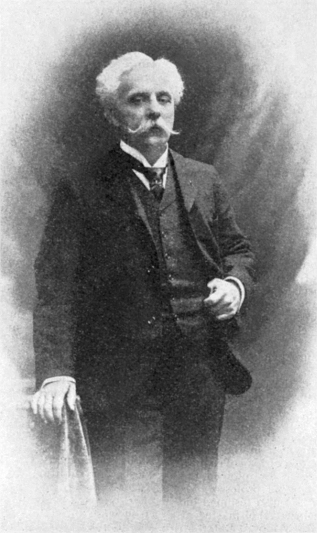
Gabriel Fauré, insegnante e sostenitore di Ravel

Nel 1897 Ravel fu riammesso al Conservatorio dove studiò composizione con Fauré e prese lezioni private di contrappunto con André Gedalge. Entrambi gli insegnanti, in particolare Fauré, avevano un'alta considerazione di lui e rappresentarono influenze chiave nella sua crescita come compositore. Mentre il corso di Ravel progrediva, Fauré riferì "un netto guadagno della sua maturità... che coinvolgeva la ricchezza dell'immaginazione". La posizione di Ravel al Conservatorio era tuttavia minata dall'ostilità del direttore, Théodore Dubois, che deplorava la visione musicalmente e politicamente progressista del giovane. Di conseguenza, secondo un compagno di studi, Michel-Dimitri Calvocoressi, era diventato "un bersaglio, contro il quale tutte le armi erano buone". Scrisse alcune opere importanti mentre studiava con Fauré, tra cui l'ouverture Shéhérazade, ouverture de féerie e una sonata per violino, ma non vinse premi e quindi fu espulso di nuovo nel 1900. Come ex studente gli fu permesso di frequentare le lezioni di Fauré come "auditeur" non partecipante, fino ad abbandonare definitivamente il Conservatoire nel 1903.
Nel 1899 Ravel compose il suo primo pezzo che sarebbe diventato largamente conosciuto, anche se inizialmente ebbe un impatto modesto: Pavane pour une infante défunte ("Pavane per una principessa morta"). In origine era un lavoro per pianoforte solista, commissionato dalla Princesse de Polignac. Nel 1897 diresse la prima esecuzione dell'ouverture Shéhérazade che ebbe un'accoglienza non univoca, con fischi che si mescolavano agli applausi del pubblico e recensioni poco lusinghiere da parte della critica. Uno descrisse il pezzo come "un esordio sconvolgente: un goffo plagio della scuola russa" e definì Ravel un "debuttante di mediocre talento... che forse diventerà qualcosa se non qualcuno tra circa dieci anni, se lavora sodo". Un altro critico, Pierre Lalo, pensava che Ravel mostrasse talento, ma era troppo in debito con Debussy e avrebbe dovuto invece emulare Beethoven. Nel corso dei decenni successivi Lalo divenne il critico più implacabile di Ravel.
Dall'inizio della sua carriera, Ravel sembrava serenamente indifferente al biasimo o all'elogio. Chi lo conosceva bene credeva che questo non fosse una posa, bensì un atteggiamento assolutamente genuino. L'unico giudizio sulla sua musica che apprezzava veramente era il proprio, perfezionista e severamente autocritico. A vent'anni era, secondo le parole del biografo Burnett James, "controllato, un po' distaccato, intellettualmente parziale, portato alle canzonature bonarie". Si vestiva come un dandy ed era meticoloso per il suo aspetto e il suo comportamento. Orenstein osserva che, basso di statura, di struttura leggera e ossuto nei lineamenti, Ravel aveva "l'aspetto di un fantino ben vestito", la cui grande testa sembrava adeguatamente abbinata al suo intelletto formidabile. Durante la fine del 1890 e nei primi anni del secolo successivo, Ravel era barbuto alla moda del periodo; dalla metà degli anni trenta era ben rasato.

### Les Apaches e Debussy
Intorno al 1900 Ravel e una serie di giovani artisti, poeti, critici e musicisti innovativi si unirono in un gruppo informale; divennero famosi come Les Apaches ("I Teppisti"), un nome coniato da Viñes per rappresentare il loro status di "emarginati artistici". Si incontrarono regolarmente fino all'inizio della prima guerra mondiale e i membri si stimolavano a vicenda con argomenti intellettuali e rappresentazioni delle loro opere. L'appartenenza al gruppo era fluida e in varie occasioni incluse Igor' Stravinskij e Manuel de Falla e i loro amici francesi.
Tra gli entusiasmi degli Apaches c'era la musica di Debussy. Ravel, dodici anni più giovane di lui, conosceva un po' Debussy dal 1890 e la loro amicizia, sebbene mai stretta, continuò per più di dieci anni. Nel 1902 André Messager diresse la prima dell'opera di Debussy Pelléas et Mélisande all'Opéra-Comique. Ne condivideva le opinioni musicali. Dubois proibì inutilmente agli studenti del Conservatorio di partecipare e l'amico del direttore ed ex insegnante Camille Saint-Saëns era in primo piano tra coloro che detestavano l'opera. Gli Apaches ebbero un forte sostegno. La prima esecuzione dell'opera consistette in quattordici spettacoli: Ravel partecipò a ciascuno di essi.

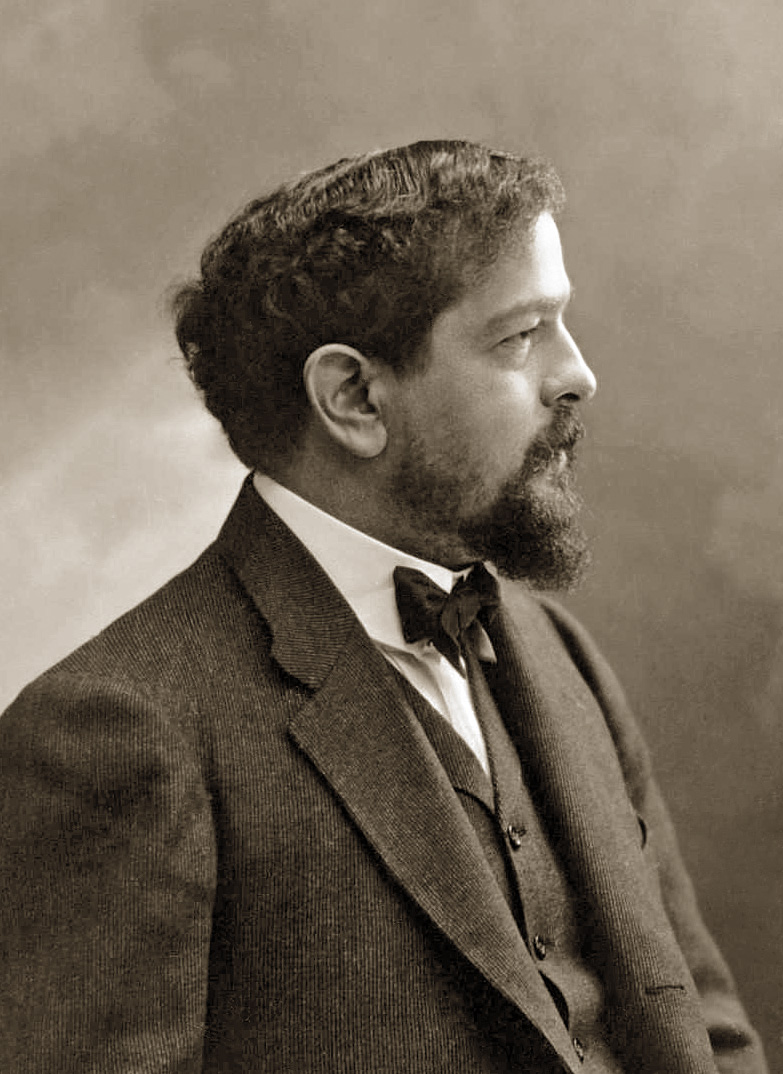
Claude Debussy nel 1905

Debussy era largamente considerato un compositore impressionista, un'etichetta che non gli piaceva affatto. Molti amanti della musica iniziarono ad applicare lo stesso termine a Ravel e le opere dei due compositori venivano spesso prese come parte di un singolo genere. Ravel pensava che Debussy fosse davvero un impressionista ma di non esserlo personalmente. Orenstein osserva che Debussy era più spontaneo e disinvolto nelle sue composizioni mentre Ravel era più attento alla forma ed alla fattura. Ravel scrisse che il "genio di Debussy era ovviamente di grande individualità, creando le proprie leggi, costantemente in evoluzione, esprimendosi liberamente, ma sempre fedele alla tradizione francese. Per Debussy, musicista e uomo, ho sempre avuto una profonda ammirazione, ma per natura Sono diverso da Debussy... Penso di aver sempre seguito personalmente una direzione opposta a quella del [suo] simbolismo". Durante i primi anni del nuovo secolo, tra le nuove opere di Ravel c'erano il pezzo per pianoforte Jeux d'eau (1901), il Quartetto per archi e il ciclo di canzoni orchestrali Shéhérazade (entrambi del 1903). I commentatori hanno notato alcuni tocchi debussiani in alcune parti di questi lavori. Nichols chiama il quartetto "allo stesso tempo omaggio ed esorcismo all'influenza di Debussy".
I due compositori cessarono di essere in rapporti amichevoli a metà del primo decennio del 1900, per motivi musicali e forse personali. I loro ammiratori iniziarono a formare fazioni, con i seguaci di un compositore che denigravano l'altro. Sorsero controversie sulla cronologia delle opere dei compositori e su chi aveva influenzato chi. Nel campo anti-Ravel spiccava Lalo, che scrisse: "Dove M. Debussy è tutta sensibilità, M. Ravel è tutta insensibilità, prendendo in prestito senza esitazione non solo la tecnica, ma la sensibilità delle altre persone". La tensione pubblica portò ad un allontanamento personale. Ravel disse: "Probabilmente è meglio per noi, dopo tutto, essere in rapporti gelidi per ragioni illogiche". Nichols suggerisce un motivo in più per la frattura. Nel 1904 Debussy lasciò sua moglie Lily Texier e andò a vivere con Emma Bardac. Ravel, insieme alla sua cara amica e confidente Misia Edwards ed alla star dell'opera Lucienne Bréval, contribuirono a un modesto reddito regolare per Lily abbandonata e che aveva per di più tentato il suicidio sparandosi un colpo di pistola, contributo che Nichols suggerisce potrebbe avere irritato suo marito.

### Scandalo e successo

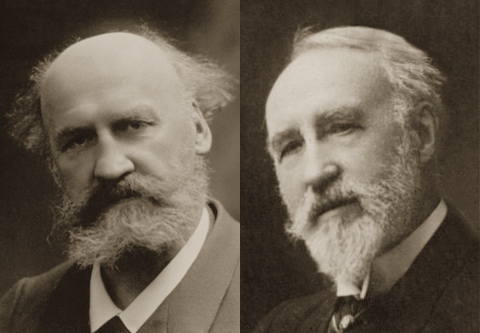
Charles Lenepveu (sinistra) e Théodore Dubois del Conservatorio di Parigi

Durante i primi anni del nuovo secolo Ravel fece cinque tentativi per vincere il premio più prestigioso della Francia per i giovani compositori, il Prix de Rome, che in passato aveva visto tra i vincitori Berlioz, Gounod, Bizet, Massenet e Debussy. Nel 1900 Ravel fu eliminato al primo turno; nel 1901 vinse il secondo premio della gara. Nel 1902 e nel 1903 non vinse nulla: secondo il musicologo Paul Landormy, i giudici sospettavano che Ravel si prendesse gioco di loro presentando cantate così accademiche da sembrare parodie. Nel 1905 Ravel, ormai trentenne, gareggiò per l'ultima volta, suscitando involontariamente un enorme entusiasmo. Fu eliminato al primo turno, tanto che persino i critici più insensibili alla sua musica, incluso Lalo, denunciarono il fatto come ingiustificabile. L'indignazione della stampa crebbe quando emerse che il professore senior del Conservatorio, Charles Lenepveu, era nella giuria e solo i suoi studenti erano stati selezionati per il turno finale. La sua insistenza sul fatto che si trattasse di pura coincidenza non fu accolta bene. L'affaire Ravel divenne uno scandalo nazionale, portando al pensionamento anticipato di Dubois e alla sua sostituzione con Fauré, incaricato dal governo di effettuare una radicale riorganizzazione del Conservatorio.
Tra quelli che si interessavano molto alla controversia c'era Alfred Edwards, proprietario ed editore di Le Matin, per il quale Lalo scriveva. Edwards era sposato con Misia, l'amica di Ravel; la coppia portò Ravel in una crociera di sette settimane sul Reno sul loro yacht nel giugno e luglio 1905, la prima volta che viaggiava all'estero.
Nell'ultima parte del 1900 Ravel aveva creato un modello di scrittura di composizioni per pianoforte, che in seguito arrangiava per orchestra completa. In generale era un lavoratore lento e scrupoloso e rielaborare le sue prime composizioni per pianoforte gli permise di aumentare il numero di brani pubblicati ed eseguiti. Sembra che non ci fosse alcun motivo prettamente venale per questo; Ravel era noto per la sua indifferenza per le questioni finanziarie. I brani che iniziarono come composizioni per pianoforte e poi vennero eseguiti in forma orchestrale furono Pavane pour une infante défunte (orchestrato nel 1910), Une barque sur l'océan (1906, dalla suite per pianoforte Miroirs del 1905), la sezione "Habanera" della Rapsodie espagnole (1907– 08), Ma Mère l'Oye (1908–10, orchestrata nel 1911), Valses nobles et sentimentales (1911, orchestrata nel 1912), Alborada del gracioso (da Miroirs, orchestrata nel 1918) e Le tombeau de Couperin (1914–17, orchestrata nel 1919). Altre opere, come La valse, furono composte prima per orchestra e trascritte da Ravel come lavori per pianoforte (spesso a quattro mani).

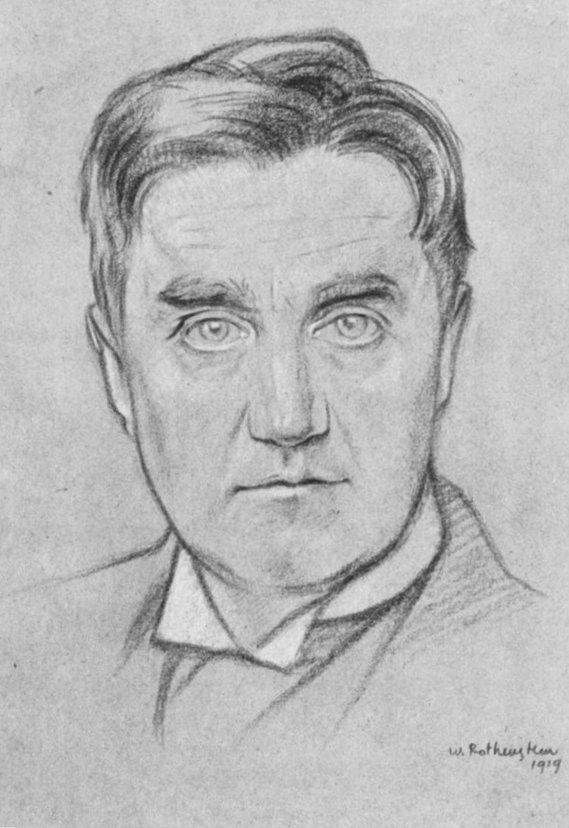
Ralph Vaughan Williams, uno dei pochi Allievi di Ravel

Ravel per inclinazione non era un insegnante, ma dava lezioni a pochi giovani musicisti che riteneva potessero trarne beneficio. Manuel Rosenthal era uno di loro e ricordava che Ravel era un insegnante molto esigente quando pensava che il suo allievo avesse talento. Come il suo insegnante Fauré, si preoccupava che i suoi allievi trovassero la propria voce individuale e non fossero eccessivamente influenzati dai maestri affermati. Avvertì Rosenthal che era impossibile imparare dallo studio della musica di Debussy: "Solo Debussy avrebbe potuto scriverla e suonarla come solo Debussy poteva suonarla". Quando George Gershwin gli chiese lezioni negli anni venti, Ravel, dopo una seria considerazione, rifiutò, sostenendo che "probabilmente lo avrebbe indotto a scrivere come un cattivo Ravel e avrebbe perduto il suo grande dono di melodia e spontaneità". Il compositore più noto che studiò con Ravel fu probabilmente Ralph Vaughan Williams, che fu suo allievo per tre mesi nel 1907-1908. Vaughan Williams ricordava che Ravel lo aiutò a fuggire dalla "pesante modalità contrappuntistica teutonica ... Complexe mais pas compliqué era il suo motto".
I ricordi di Vaughan Williams fanno luce sulla vita privata di Ravel, sulla quale la personalità chiusa e riservata di quest'ultimo aveva portato a molte speculazioni. Vaughan Williams, Rosenthal e Marguerite Long documentarono tutti che Ravel frequentava i bordelli, e per molto tempo la causa di questo comportamento fu attribuita al suo nervosismo nei confronti delle donne, per via della consapevolezza della sua bassa statura. Secondo altri racconti, nessuno dei quali di prima mano, Ravel era innamorato di Misia Edwards, o voleva sposare la violinista Hélène Jourdan-Morhange. Rosenthal scrive, senza tenerla in gran conto, la supposizione contemporanea secondo cui Ravel, uno scapolo permanente, avrebbe potuto essere omosessuale. Tale speculazione ricorse in una biografia di Ravel del 2000 di Benjamin Ivry; studi successivi hanno concluso che la sessualità e la vita personale di Ravel rimangono un mistero.
Il primo concerto di Ravel fuori dalla Francia fu nel 1909. Come ospite dei coniugi Vaughan Williams, visitò Londra, dove suonò per la Société des Concerts Français, ottenendo recensioni favorevoli e migliorando la sua crescente fama internazionale.

### Dal 1910 alla prima guerra mondiale
La Société Nationale de Musique, fondata nel 1871 per promuovere la musica dei nascenti compositori francesi, era stata dominata dalla metà del 1880 da una fazione conservatrice guidata da Vincent d'Indy. Ravel, insieme ad alcuni altri ex allievi di Fauré, fondò una nuova organizzazione modernista, la Société musicale indépendante, con Fauré come presidente.
Il concerto inaugurale della nuova società ebbe luogo il 20 aprile 1910; i sette brani del programma comprendevano le anteprime del ciclo di canzoni di Fauré La chanson d'Ève, il brano per pianoforte D'un cahier d'esquisses di Debussy, Six Pièces pour piano di Zoltán Kodály e la versione originale del duo per pianoforte di Ma Mère l'Oye di Ravel. Tra gli interpreti c'erano Fauré, Florent Schmitt, Ernest Bloch, Pierre Monteux e, nel lavoro di Debussy, Ravel. Kelly considera un segno della nuova influenza di Ravel che la società abbia presentato la musica di Satie in un concerto nel gennaio 1911.
La prima delle due opere di Ravel, la commedia in un atto L'Heure espagnole, fu presentata per la prima volta nel 1911. Il lavoro era stato completato nel 1907, ma il direttore dell'Opéra-Comique, Albert Carré, ne aveva rimandato ripetutamente la presentazione. Temeva che la sua trama, una farsa da "camera da letto", sarebbe stata accolta male dalle madri e dalle figlie ultra rispettabili che erano una parte importante del pubblico dell'Opéra-Comique. Il pezzo ebbe solo un modesto successo alla sua prima produzione e fu solo negli anni venti che divenne popolare.

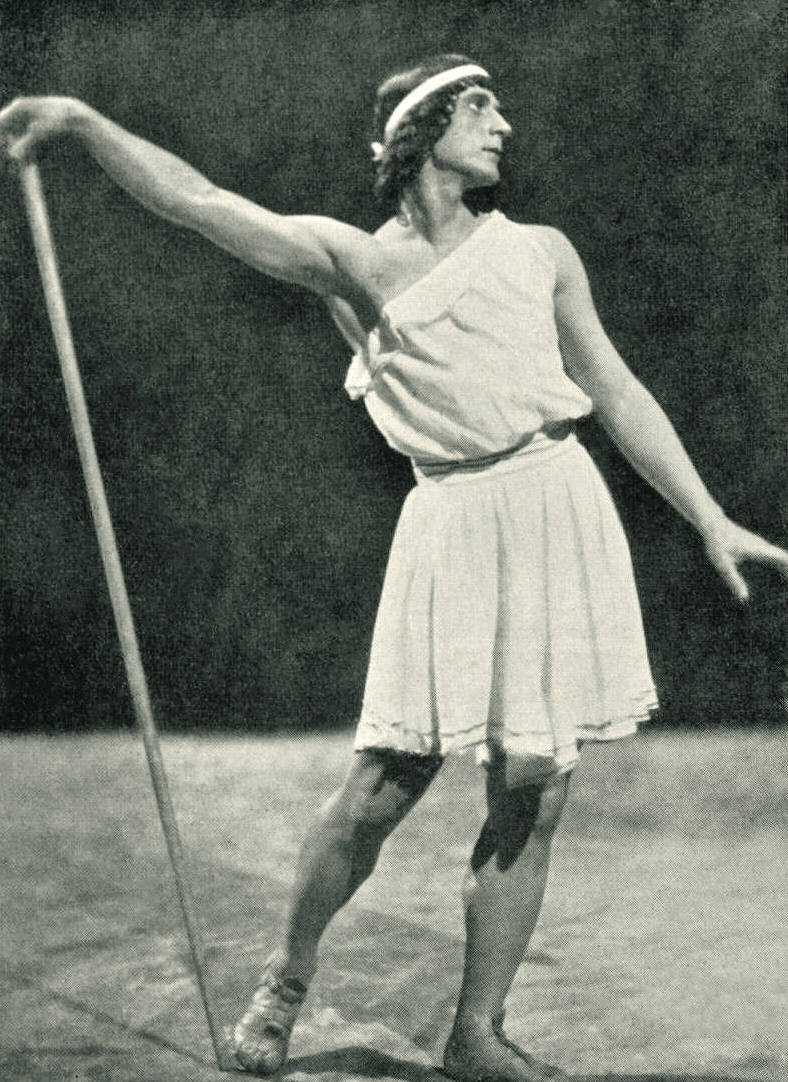
Michel Fokine come Dafni in Daphnis et Chloé

Nel 1912 Ravel presentò tre balletti in anteprima. Il primo, sulla versione orchestrata ed ampliata di Ma mère l'Oye, debuttò al Théâtre des Arts a gennaio. Le recensioni furono eccellenti: il Mercure de France definì la partitura "assolutamente incantevole, un capolavoro in miniatura". La musica entrò rapidamente nel repertorio dei concerti; fu dato alla Queen's Hall di Londra, a poche settimane dalla prima di Parigi e fu ripetuto ai Proms più tardi nello stesso anno. The Times elogiò "la magia del lavoro... l'effetto di un miraggio, per cui qualcosa di assolutamente reale sembra galleggiare nel nulla". Il pubblico di New York ascoltò il lavoro nello stesso anno. Il secondo balletto di Ravel del 1912 fu Adélaïde ou le langage des fleurs, ballato sulla musica di Valses nobles et sentimentales, che esordì al Théâtre du Châtelet in aprile. Daphnis et Chloé debuttò nello stesso teatro a giugno. Questo fu il suo lavoro orchestrale più ampio e dovette affrontare immensi problemi e gli ci vollero diversi anni per completarlo.
Daphnis et Chloé fu commissionata nel 1909 dall'impresario Sergej Djagilev per la sua compagnia, i Balletti russi. Ravel iniziò a lavorare con il coreografo di Diaghilev, Michel Fokine e lo scenografo Léon Bakst. Fokine aveva raggiunto la fama per il suo approccio moderno alla danza, con numeri individuali sostituiti da musica continua. Ciò attrasse Ravel e, dopo aver discusso in dettaglio dell'azione con Fokine, iniziò a comporre la musica.
Ci furono frequenti disaccordi tra i due collaboratori e per la prima ci furono poche prove generali a causa del completamento tardivo del lavoro. Ebbe un'accoglienza poco entusiasta e fu rapidamente ritirato, anche se fu ripreso con successo un anno dopo a Monte Carlo e Londra. Lo sforzo di completare il balletto ebbe delle ripercussioni sulla salute di Ravel; un esaurimento nervoso lo obbligò a riposare per diversi mesi dopo la prima.
Ravel compose poco durante il 1913. Collaborò con Igor' Fëdorovič Stravinskij per la messa in scena di una versione dell'opera incompiuta Chovanščina di Modest Petrovič Musorgskij e tra i suoi lavori ci furono i Trois poèmes de Mallarmé per soprano e ensemble da camera e due brevi pezzi per pianoforte, À la manière de Borodine e À la manière de Chabrier.
Nel 1913, insieme a Debussy, Ravel fu tra i musicisti presenti alla prima de La sagra della primavera. Stravinskij in seguito disse che Ravel fu l'unica persona che capì immediatamente la musica. Ravel predisse che la prima della Sagra sarebbe stata vista come un evento di importanza storica pari a quello di Pelléas et Mélisande.

### La guerra
Quando la Germania invase la Francia nel 1914, Ravel tentò di entrare nell'Aeronautica francese. Considerava la sua piccola statura e il suo peso leggero ideali per un aviatore, ma fu respinto a causa dell'età e di un lieve disturbo cardiaco. In attesa di essere arruolato, Ravel compose Trois Chansons, il suo unico lavoro per coro a cappella, sulla base di propri testi, scritti nella tradizione delle chansons francesi del XVI secolo. Dedicò le tre canzoni a persone che avrebbero potuto aiutarlo a arruolarsi. Dopo diversi tentativi falliti di arruolarsi, Ravel entrò infine nel Tredicesimo reggimento di artiglieria come camionista nel marzo del 1915, quando aveva quarant'anni. Stravinskij espresse ammirazione per il coraggio dell'amico: "alla sua età e con il suo nome avrebbe potuto avere un posto più facile, o non fare nulla". Alcuni dei compiti di Ravel lo mettevano in pericolo mortale, trasportando munizioni di notte sotto pesanti bombardamenti tedeschi. Allo stesso tempo la sua serenità era compromessa dalla salute di sua madre che andava peggiorando. Anche la sua salute era peggiorata; soffriva di insonnia e problemi digestivi, subì un'operazione intestinale in seguito alla dissenteria amebica nel settembre 1916 e soffrì di un congelamento ai piedi l'inverno seguente.
Durante la guerra Saint-Saëns, Dubois, d'Indy e altri formarono la Ligue Nationale pour la Defense de la Musique Française, facendo una campagna per vietare l'esecuzione della musica tedesca contemporanea. Ravel rifiutò di unirsi, dicendo al comitato della lega nel 1916, "Sarebbe pericoloso per i compositori francesi ignorare sistematicamente le produzioni dei loro colleghi stranieri e costituirsi quindi in una sorta di consorteria nazionale: la nostra arte musicale, che è così ricca nel momento attuale, degenererebbe presto, rimanendo isolata in formule banali". La lega rispose vietando la musica di Ravel dai suoi concerti.
La madre di Ravel morì nel gennaio del 1917 ed egli cadde in una "orribile disperazione", aggravando l'angoscia che provava per la sofferenza subita dalla gente del suo paese durante la guerra. Compose alcune opere negli anni della guerra. Il Trio per pianoforte era quasi completo quando iniziò il conflitto e la più ragguardevole delle sue opere in guerra fu Le tombeau de Couperin, composta tra il 1914 e il 1917. La suite celebra la tradizione di François Couperin, il compositore francese del XVIII secolo; ogni movimento è dedicato a un amico di Ravel morto in guerra.

### Anni '20
Dopo la guerra le persone vicine a Ravel riconobbero che aveva perso gran parte della sua resistenza fisica e mentale. Come afferma il musicologo Stephen Zank, "l'equilibrio emotivo di Ravel, così duramente piegato nel decennio precedente, era stato seriamente compromesso". La sua produzione, mai copiosa, diminuì. Nonostante questo dopo la morte di Debussy nel 1918, veniva generalmente considerato, in Francia e all'estero, come il principale compositore francese dell'epoca. Fauré gli scrisse: "Sono più felice di quanto tu possa immaginare della solida posizione che occupi e che hai acquisito in modo così brillante e così rapido. È una fonte di gioia e di orgoglio per il tuo vecchio professore". A Ravel fu offerta la Legione d'Onore nel 1920 e, sebbene avesse rifiutato la decorazione, fu visto dalla nuova generazione di compositori, rappresentata dai protégés di Satie Les Six come una figura di prestigio. Satie si era rivoltato contro di lui e aveva commentato: "Ravel rifiuta la Legion d'Onore, ma tutta la sua musica la accetta." Nonostante questo attacco Ravel continuò ad ammirare le prime musiche di Satie e riconobbe sempre l'influenza dell'uomo più anziano sul suo stesso sviluppo. Ravel aveva una visione benevola dei Les Six, appoggiando la loro musica e difendendola dagli attacchi giornalistici. Considerava la loro reazione contro i suoi lavori come naturale e preferibile al fatto che copiassero il suo stile. Tramite la Société Musicale Indépendente riuscì ad incoraggiare loro e i compositori di altri paesi. La Société presentò concerti di opere recenti di compositori americani tra cui Aaron Copland, Virgil Thomson e George Antheil e di Vaughan Williams e dei suoi colleghi inglesi Arnold Bax e Cyril Scott.

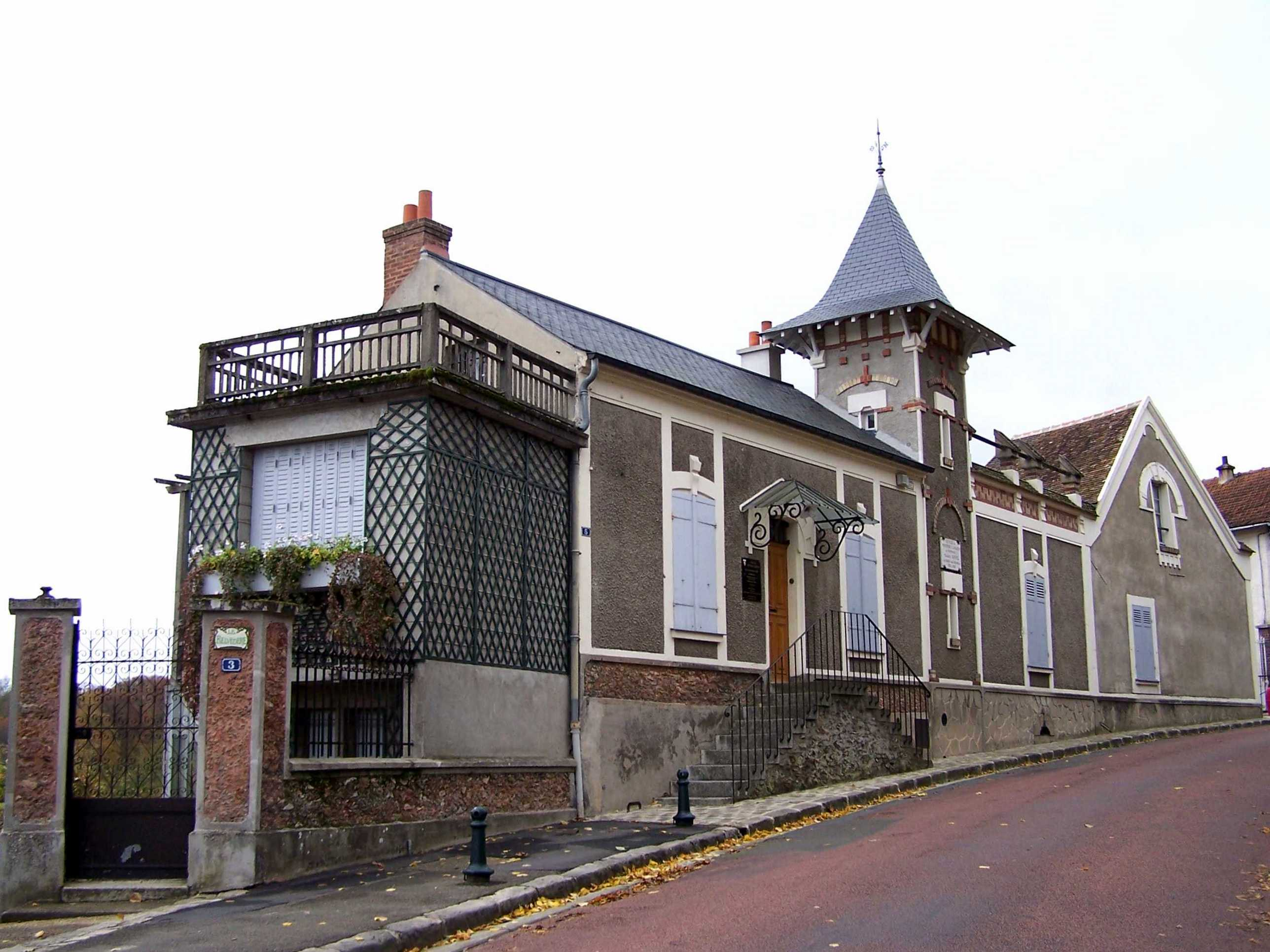
Le Belvédère a Montfort-l'Amaury, dove Ravel visse dal 1921 fino alla sua morte

Orenstein e Zank commentano entrambi che, sebbene la produzione postbellica di Ravel fosse scarsa, con una media di una sola composizione all'anno, comprendeva alcune delle sue opere più belle. Nel 1920 completò La valse, in risposta a una commissione di Diaghilev. Ci aveva lavorato a intermittenza per alcuni anni, progettando un pezzo da concerto, "una sorta di apoteosi del valzer viennese, mescolato con, nella mia mente, l'impressione di un fantastico, vortice fatale". Fu respinto da Diaghilev, che disse: "È un capolavoro, ma non è un balletto. È il ritratto di un balletto". Ravel venne a sapere del verdetto di Diaghilev senza protestare o discutere, lasciò perdere e non ebbe più rapporti con lui. Nichols commenta che Ravel ebbe la soddisfazione di vedere il balletto messo in scena due volte da altri dirigenti prima della morte di Diaghilev. Un balletto danzato sulla versione orchestrale di Le tombeau de Couperin fu tenuto al Théâtre des Champs-Élysées nel novembre 1920 e a dicembre seguì la prima de La Valse. L'anno seguente Daphnis et Chloé e L'heure espagnole furono ripresi con successo all'Opéra di Parigi.
Nel dopoguerra vi fu una reazione contro le composizioni di vaste dimensioni di compositori come Gustav Mahler e Richard Strauss. Stravinskij, la cui La sagra della primavera era stata scritta per un'orchestra enorme, iniziò a lavorare su scala molto più piccola. La sua partitura del balletto del 1923 Les noces è scritta per voci e ventuno strumenti. Ravel fu entusiasta del lavoro come scrisse in una sua lettera del 26 giugno 1923, anche se i suoi rapporti di amicizia con Stravinskij si stavano un po' deteriorando negli ultimi tempi; il fatto era comunque in sintonia con la moda del "dépouillement", lo "spogliamento" della stravaganza prebellica per rivelare gli elementi essenziali. Molte delle sue opere degli anni venti hanno una struttura notevolmente più sobria rispetto ai pezzi precedenti. Altre influenze su di lui in questo periodo furono il jazz e l'atonalità. Il jazz era popolare nei cafés parigini e compositori francesi come Darius Milhaud ne inserirono elementi nelle loro opere. Ravel commentò che preferiva il jazz alla grand opéra e la sua influenza si può ascoltare nella sua musica successiva. L'abbandono della tonalità convenzionale da parte di Arnold Schönberg ebbe anche eco in alcune delle musiche di Ravel come le Chansons madécasses (1926), che Ravel dubitava di aver potuto scrivere senza l'esempio di Pierrot Lunaire. Altre sue opere importanti degli anni '20 comprendono l'arrangiamento orchestrale della suite per pianoforte Quadri di un'esposizione di Musorgskij (1922), l'opera L'Enfant et les sortilèges su libretto di Colette (1926), Tzigane (1924) e la Sonata per violino (1927).
Ritenendo la vita cittadina faticosa, Ravel si trasferì in campagna. Nel maggio del 1921 si stabilì a Le Belvédère, una piccola casa ai margini di Montfort-l'Amaury, a 50 chilometri ad ovest di Parigi, nel dipartimento di Yvelines. Accudito da una governante devota, la signora Revelot, visse lì per il resto della sua vita. A Le Belvédère Ravel componeva e si occupava di giardinaggio, quando non andava a Parigi o all'estero per tenere dei concerti. Il suo programma di tournée aumentò considerevolmente negli anni 1920, con concerti in Gran Bretagna, Svezia, Danimarca, Stati Uniti, Canada, Spagna, Austria e Italia.
Dopo due mesi di programmazione, Ravel fece una tournée di quattro mesi in Nord America nel 1928, dove suonò il piano e diresse orchestre. Il suo onorario era un minimo garantito di $10.000 e una fornitura costante di sigarette Gauloises. Si esibì con molte delle più importanti orchestre di Canada e Stati Uniti in venticinque città. Il pubblico fu entusiasta e le critiche lusinghiere. Durante un programma tutto-Ravel diretto da Serge Koussevitzky a New York, l'intero pubblico si alzò in piedi ed applaudì mentre il compositore prendeva posto. Ravel fu toccato da questo gesto spontaneo e osservò: "Sapete, questo non mi succede a Parigi". Orenstein, nel notare che questa tournée segnò l'apice della fama internazionale di Ravel, elenca i suoi momenti salienti non musicali come una visita alla casa di Poe a New York ed escursioni alle Cascate del Niagara e al Grand Canyon. Ravel non fu impressionato dalla sua nuova celebrità internazionale. Commentò asciutto che il recente entusiasmo dei critici non aveva maggiore importanza dei loro primi giudizi, quando lo avevano definito "l'esempio più perfetto di insensibilità e mancanza di emozione".

#### Boléro
L'ultima composizione che Ravel completò negli anni '20, Boléro, divenne la sua più famosa. Gli fu commissionato una partitura per la compagnia di balletto di Ida Rubinstein e, non potendo assicurarsi i diritti per orchestrare Iberia di Albéniz, decise di fare "un esperimento in una direzione molto speciale e limitata... un pezzo della durata di diciassette minuti e composto interamente di tessuto orchestrale senza musica". Ravel continuò dicendo che l'opera era "un lungo crescendo molto graduale. Non ci sono contrasti e praticamente non c'è invenzione se non il progetto e la modalità dell'esecuzione. I temi sono del tutto impersonali". Fu sorpreso, e non del tutto contento, che il brano diventasse un successo di massa. Quando un'anziana signora del pubblico esclamò alla première: "Voi siete pazzo!", egli osservò, "Quella vecchia signora ha capito il messaggio!" L'opera fu resa popolare dal direttore Arturo Toscanini ed è stata registrata diverse centinaia di volte.
Nota è la polemica sorta fra Ravel e lo stesso Toscanini dopo che il celebre direttore diresse il Boléro a New York in prima esecuzione il 4 maggio 1930, affrettando esageratamente il tempo e allargando il movimento nel finale. L'autore ricordò a Toscanini che la sua opera andava eseguita con un unico tempo dall'inizio alla fine e nessuno poteva prendersi certe libertà. Quando il direttore gli disse: "Se non la suono a modo mio, sarà senza effetto", Ravel disse: "i virtuosi sono incorreggibili, sprofondati nelle loro chimere come se i compositori non esistessero".
Moltissimi da allora furono i direttori che vollero cimentarsi con la partitura, non sempre con risultati degni di nota. L'autore aveva dato indicazioni precise sull'esecuzione del suo lavoro: "Mi auguro vivamente che nei riguardi di quest'opera non ci siano malintesi. Essa rappresenta un esperimento di una direzione particolarissima e limitata... Dopo la prima esecuzione ho fatto preparare un avviso in cui si avvertiva che il brano da me composto durava diciassette minuti."
Ravel disse ad Arthur Honegger, uno dei Les Six, "Ho scritto un solo capolavoro: Boléro. Sfortunatamente non c'è musica in esso."

### Ultimi anni
All'inizio degli anni trenta Ravel stava lavorando a due concerti per pianoforte. Completò prima il concerto per pianoforte in re maggiore per la mano sinistra. Era stato commissionato dal pianista austriaco Paul Wittgenstein, che aveva perso il braccio destro durante la guerra. Ravel fu stimolato dalle sfide tecniche del progetto: "In un'opera di questo tipo è essenziale dare l'impressione di una struttura non più esile di quella di una parte scritta per entrambe le mani". Ravel, non abbastanza abile da eseguire il lavoro con la sola mano sinistra, lo dimostrò suonandolo con entrambe le mani. Wittgenstein fu inizialmente deluso dal pezzo, ma dopo un lungo studio ne rimase affascinato e lo classificò come un grande lavoro. Nel gennaio del 1932 lo presentò per la prima volta a Vienna con successo immediato, e lo eseguì a Parigi sotto la direzione di Ravel l'anno successivo. Il critico Henry Prunières scrisse: "Dalle battute di apertura siamo immersi in un mondo in cui Ravel ci ha introdotto solo raramente".
Il Concerto per pianoforte in sol maggiore fu completato un anno dopo. Dopo la prima nel gennaio del 1932 ci furono molti elogi per la solista, Marguerite Long e per la partitura di Ravel, anche se non proprio per la sua direzione. La Long, la dedicataria, suonò il concerto in più di venti città europee, sotto la direzione del compositore; progettarono di registrarlo insieme, ma durante le sessioni Ravel si limitò a supervisionare i procedimenti e fu Pedro de Freitas Branco a dirigere.
Nell'ottobre del 1932 Ravel subì un colpo alla testa in un incidente di taxi. La lesione non fu ritenuta grave all'epoca, ma in uno studio condotto per il British Medical Journal nel 1988 il neurologo R.A. Henson concluse che potrebbe aver esacerbato una condizione cerebrale esistente. Già nel 1927 gli amici intimi erano preoccupati per la crescente distrazione di Ravel e nel giro di un anno dall'incidente iniziò a sperimentare sintomi che suggerivano un'afasia. Prima dell'incidente aveva iniziato a lavorare alla musica per un film, Don Chisciotte (1933), ma non riuscì a rispettare il programma di produzione e Jacques Ibert scrisse la maggior parte della partitura. Ravel completò tre canzoni per baritono e orchestra per il film che furono pubblicate come Don Quichotte à Dulcinée. La partitura orchestrale del manoscritto era scritta a mano da Ravel, ma Lucien Garban e Manuel Rosenthal aiutarono nella trascrizione. Ravel non compose più nulla dopo questo, riuscì soltanto a realizzare ancora l'orchestrazione di Ronsard à son âme nel 1935. L'esatta natura della sua malattia non è nota; gli esperti hanno escluso la possibilità di un tumore e hanno suggerito in vario modo demenza frontotemporale, malattia di Alzheimer e malattia di Creutzfeldt-Jakob. Sebbene non fosse più in grado di scrivere musica o esibirsi, Ravel rimase attivo fisicamente e socialmente fino ai suoi ultimi mesi. Henson nota che Ravel aveva conservato la maggior parte o tutte le sue immagini uditive e poteva ancora sentire la musica nella sua testa.
Nel 1937 Ravel iniziò a soffrire di dolori per le sue condizioni e fu esaminato da Clovis Vincent, un noto neurochirurgo parigino. Vincent consigliò il trattamento chirurgico. Riteneva improbabile un tumore e si aspettava di trovare una dilatazione ventricolare che la chirurgia poteva impedire di far progredire. Il fratello di Ravel, Edouard, accettò questo consiglio; come commenta Henson, il paziente non era in uno stato tale da esprimere una visione ponderata. Dopo l'operazione sembrò che ci fosse un miglioramento delle sue condizioni, ma ebbe vita breve e presto cadde in coma. Morì il 28 dicembre, all'età di 62 anni.

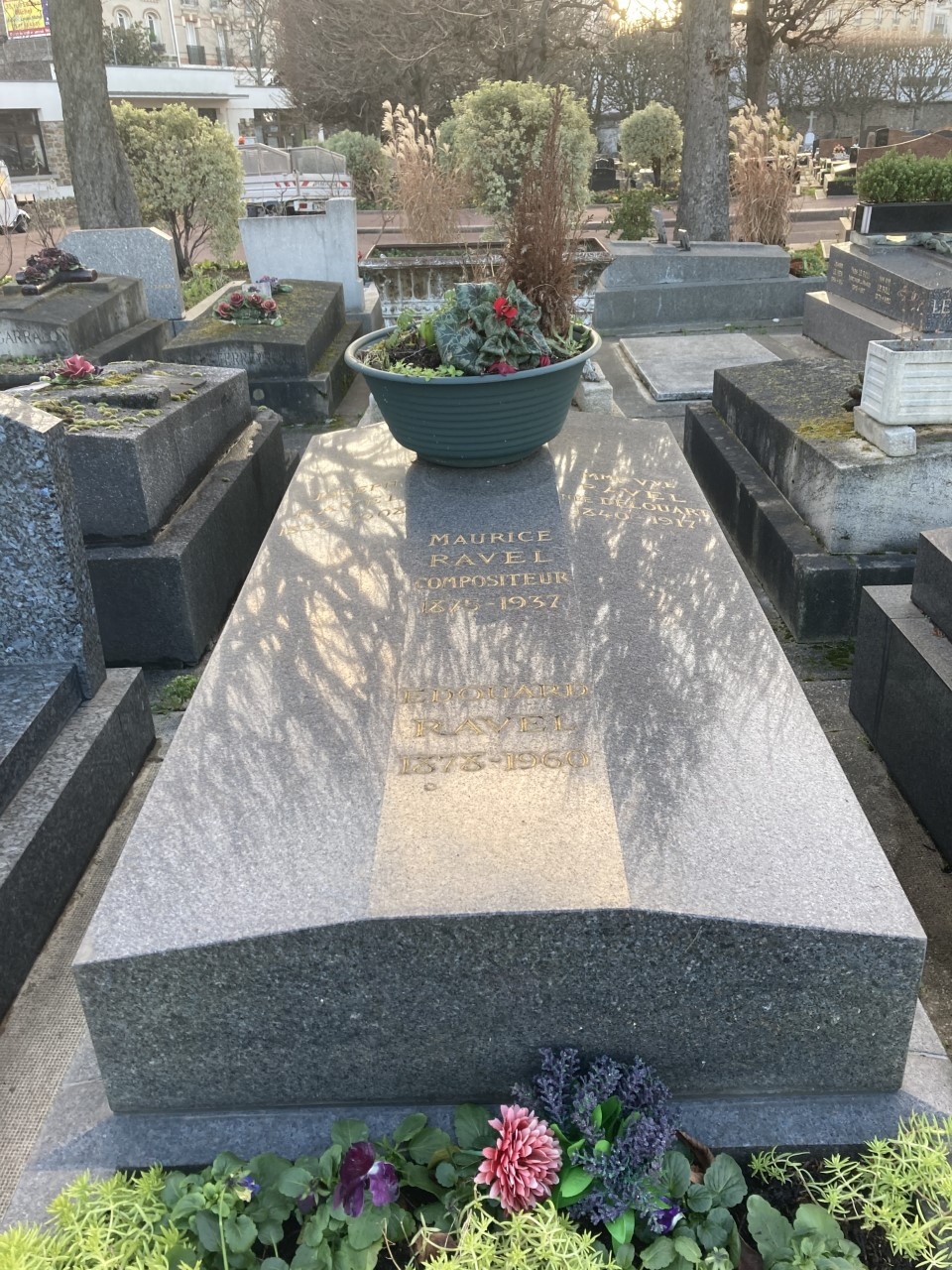
Tomba di Ravel

Il 30 dicembre 1937 vi furono i funerali solenni a cui parteciparono molti artisti, tra cui Stravinskij, Poulenc, Milhaud e personalità delle istituzioni tra cui il ministro dell'educazione Jean Zay. Ravel fu sepolto accanto ai suoi genitori in una tomba di granito nel cimitero di Levallois-Perret, a nord-ovest di Parigi. Era ateo e non ci furono cerimonie religiose.

## La musica
Il catalogo delle opere complete di Ravel di Marcel Marnat elenca ottantacinque opere, tra cui molte incomplete o abbandonate. Sebbene quel totale sia più ridotto rispetto alla produzione dei suoi contemporanei più importanti, è comunque un po' gonfiato dalla frequente pratica di Ravel di scrivere opere per pianoforte e in seguito riscriverle come brani a sé stanti per orchestra. Il corpo delle opere eseguibili è di circa sessanta; poco più della metà sono strumentali. La musica di Ravel comprende brani per pianoforte, musica da camera, due concerti per pianoforte, musica per balletto, opere liriche e cicli di canzoni. Non ha scritto sinfonie o musica sacra.
Ravel attinse a molte generazioni di compositori francesi da Couperin e Rameau a Fauré e alle più recenti innovazioni come quelle di Satie e Debussy. Tra le influenze straniere ci sono Mozart, Schubert, Liszt e Chopin. Si considerava in molti modi un classicista, spesso usando strutture e forme tradizionali, come il ternario, per presentare i suoi nuovi contenuti melodici e ritmici ed armonie innovative. L'influenza del jazz sulla sua musica successiva si può sentire inserita all'interno delle strutture classiche convenzionali nel Concerto per pianoforte e nella Sonata per violino.
Ravel attribuiva grande importanza alla melodia, dicendo a Vaughan Williams che "c'è una struttura melodica implicita in tutta la musica vitale". I suoi temi sono spesso modali invece di usare le scale familiari maggiori o minori. Di conseguenza, ci sono poche note principali nella sua produzione. Gli accordi di nona e di undicesima e le appoggiature non risolte, come quelle dei Valses nobles et sentimentales, sono caratteristici del linguaggio armonico di Ravel.
Le forme di danza attiravano Ravel, in particolare il bolero e la pavane, ma anche il minuetto, la furlana, il rigaudon, il valzer, le csárdás, l'habanera e la passacaglia. La consapevolezza nazionale e regionale era importante per lui e sebbene un concerto programmato su temi baschi non si sia mai materializzato, le sue opere comprendono allusioni a temi ebraici, greci, ungheresi e zingari. Scrisse diversi brevi brani in omaggio ai compositori che ammirava: Borodin, Chabrier, Fauré e Haydn, interpretandone le caratteristiche in stile Ravelliano. Un'altra influenza importante è stata letteraria piuttosto che musicale: Ravel dichiarò di aver appreso da Poe che "la vera arte è un perfetto equilibrio tra puro intelletto ed emozione", con il corollario che un brano musicale dovrebbe essere un'entità perfettamente bilanciata senza che sia consentito inserire materiale irrilevante.

### Opere

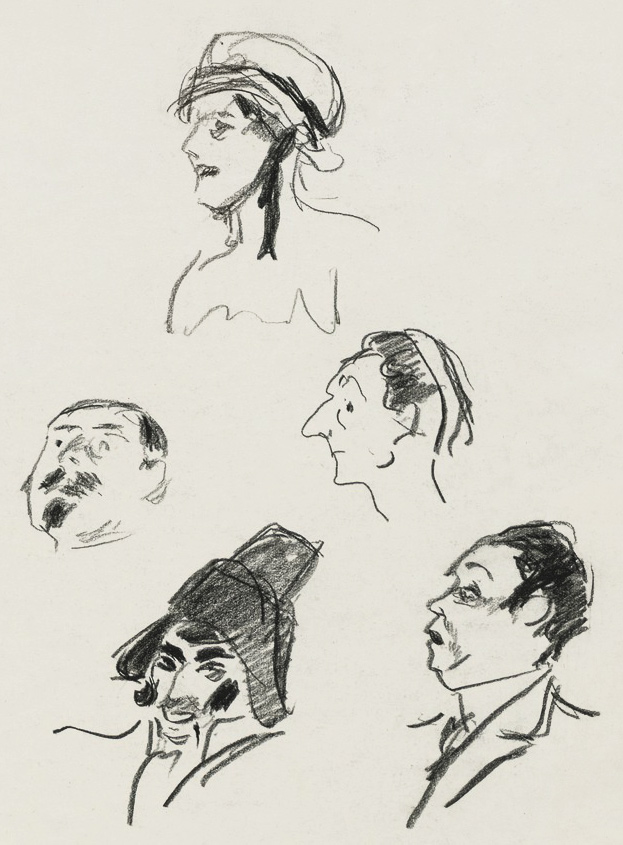
Schizzi del cast della prima del 1911 de L'heure espagnole (Paul-Charles Delaroche)

Ravel completò due opere e lavorò ad altre tre. Le tre non realizzate sono Olympia, La cloche engloutie e Jeanne d'Arc. Olympia avrebbe dovuto basarsi su L'uomo della sabbia di Hoffmann; ne fece degli abbozzi nel 1898-1899, ma non progredì molto. La cloche engloutie, basata su La campana sommersa (Die versunkene Glocke) di Hauptmann, lo occupò in modo intermittente dal 1906 al 1912. Ravel distrusse gli appunti per entrambe queste opere, ad eccezione di una "Symphonie horlogère" che inserì nell'ouverture di L'heure espagnole. Il terzo progetto non realizzato fu una versione operistica del romanzo di Joseph Delteil del 1925 su Giovanna d'Arco. Doveva essere un lavoro su vasta scala e a tutta lunghezza per l'Opéra di Parigi, ma la malattia finale di Ravel gli impedì di scriverlo.
La prima opera completata di Ravel fu L'heure espagnole (presentata per la prima volta nel 1911), descritta come una comédie musicale. È tra le opere ambientate in Spagna o che la illustrano che Ravel scrisse durante la sua carriera. Nichols commenta che la coloritura spagnola essenziale fornì a Ravel un motivo per l'uso virtuosistico dell'orchestra moderna, che il compositore riteneva fosse "perfettamente progettata per sottolineare ed esagerare gli effetti comici". Edward Burlingame Hill trovava la scrittura vocale di Ravel particolarmente magistrale nell'opera, "dando ai cantanti qualcosa oltre il recitativo senza ostacolare l'azione" e "commentando con l'orchestra le situazioni drammatiche e i sentimenti degli attori senza distogliere l'attenzione dall'azione scenica". Alcuni trovano i personaggi artificiali e il pezzo privo di umanità. Il critico David Murray scrive che la partitura "brilla con la famosa tendresse di Ravel".
La seconda opera, anch'essa in un atto, è L'enfant et les sortilèges (1926), una "fantaisie lyrique" su libretto di Colette. Lei e Ravel avevano pianificato la storia come un balletto, ma su suggerimento del compositore Colette la trasformò in un libretto d'opera. È più moderna in modo intransigente, nel suo stile musicale, di L'heure espagnole e gli elementi jazz e la bitonalità di gran parte del lavoro sconvolsero molti appassionati di opera parigini. Ravel fu nuovamente accusato di artificialità e mancanza di emozioni umane, ma Nichols trova "un sentimento profondamente serio nel cuore di quest'opera vivida e divertente". La partitura presenta un'impressione di semplicità, mascherando intricati legami tra i temi, con, nella critica di Murray, "suoni straordinari e ammalianti dappertutto nella fossa dell'orchestra".
Sebbene le opere in un atto siano generalmente messe in scena meno spesso di quelle a lunghezza intera, quelle di Ravel vengono prodotte regolarmente in Francia e all'estero.

### Altre opere vocali
Una parte notevole della produzione di Ravel era vocale. I suoi primi lavori in quella sfera comprendono cantate scritte per i suoi tentativi falliti al Prix de Rome. L'altra sua musica vocale di quel periodo mostra l'influenza di Debussy, in quello che Kelly descrive come "uno stile vocale statico e come recitativo", parti di piano di spicco e flessibilità ritmica. Nel 1906 Ravel stava portando anche più lontano di Debussy la naturale, a volte colloquiale, impostazione della lingua francese in Histoires naturelles. La stessa tecnica è evidenziata in Trois poèmes de Mallarmé (1913); Debussy si basò su due delle tre poesie contemporaneamente a Ravel e l'adattamento delle parole della prima è notevolmente più formale della seconda, in cui le sillabe sono spesso elise. Nei cicli Shéhérazade e Chansons Madécasses Ravel dà sfogo al suo gusto per l'esotico, anche per il sensuale, sia nella linea vocale che nell'accompagnamento.
Le canzoni di Ravel spesso attingono a stili vernacolari, usando elementi di molte tradizioni popolari in opere come Cinq mélodies populaires grecques, Deux mélodies hébraïques e Chants populaires. Tra i poeti sui cui testi trasse ispirazione c'erano Marot, Léon-Paul Fargue, Leconte de Lisle e Verlaine. Per tre canzoni risalenti al 1914–15, scrisse personalmente i testi.
Sebbene Ravel abbia scritto per cori misti e voci maschili soliste, è principalmente interessato, nelle sue canzoni, alle voci di soprano e di mezzosoprano. Anche quando ambienta testi chiaramente narrati da un uomo, spesso predilige una voce femminile, e sembra che abbia preferito che il suo ciclo più noto, Shéhérazade, fosse cantato da una donna, anche se nella partitura una voce di tenore sarebbe stata un'alternativa consentita.

### Opere orchestrali
Ravel fu soprattutto famoso per essere un maestro dell'orchestrazione. Aveva studiato minuziosamente le capacità di ogni singolo strumento orchestrale per determinarne il potenziale, sfruttando al massimo il colore e il timbro individuali. Il critico Alexis Roland-Manuel scrisse: "In realtà è, con Stravinsky, l'unico uomo al mondo che conosce meglio il peso di una nota di trombone, le armoniche di un violoncello o di un tam-tam in pp nelle relazioni tra un gruppo orchestrale e l'altro".

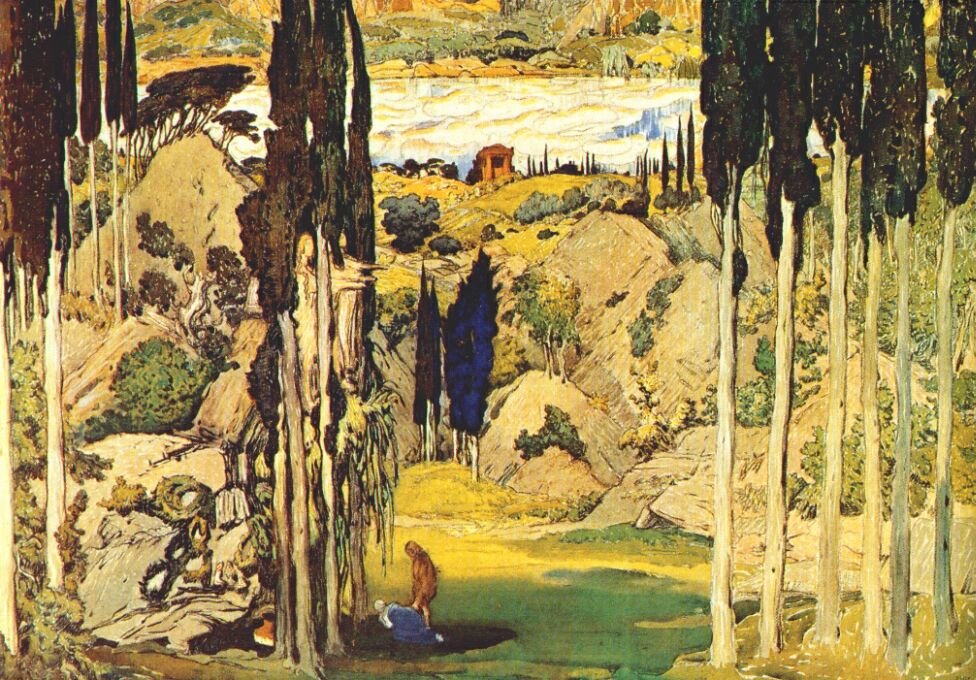
Messa in scena originale per Dafni e Cloe di Léon Bakst (1912)

Nonostante l'abilità orchestrale di Ravel, solo quattro delle sue opere furono concepite come opere da concerto per orchestra sinfonica: Rapsodie espagnole, La valse e i due concerti. Tutti gli altri lavori orchestrali sono stati scritti o per il palcoscenico, come in Daphnis et Chloé, o come rielaborazione di brani per pianoforte, Alborada del gracioso e Une barque sur l'ocean, (Miroirs), Valses nobles et sentimentales, Ma Mère l'Oye, Tzigane (originariamente per violino e pianoforte) e Le tombeau de Couperin. Nelle versioni orchestrali, la strumentazione in genere chiarisce il linguaggio armonico della partitura e porta nitidezza a ritmi di danza classica. Occasionalmente, come in Alborada del gracioso, i critici hanno trovato la versione orchestrale successiva meno convincente dell'originale per pianoforte a spigoli vivi.
In alcune delle sue partiture degli anni '20, tra cui Daphnis et Chloé, Ravel suddivide spesso i suoi archi superiori, facendoli suonare in 6-8 parti mentre i legni devono suonare con estrema agilità. La sua scrittura per gli ottoni varia da leggermente col sordino ad esplosioni tre volte forte nei punti cruciali. Negli anni '30 tendeva a semplificare le sue trame orchestrali. Il tono più leggero del Concerto per pianoforte in sol maggiore segue i modelli di Mozart e Saint-Saëns, insieme all'uso di temi simili al jazz. I critici Edward Sackville-West e Desmond Shawe-Taylor commentano che nel movimento lento "uno dei brani più belli che Ravel abbia mai inventato", si può dire che il compositore "si unisca davvero con le mani di Mozart". La più popolare delle opere orchestrali di Ravel, Boléro (1928), fu concepita diversi anni prima del suo completamento; nel 1924 disse che stava contemplando "un poema sinfonico senza un soggetto, dove tutto l'interesse sarebbe stato concentrato sul ritmo".
Ravel realizzò versioni orchestrali di opere per pianoforte di Schumann, Chabrier, Debussy e la suite per pianoforte di Musorgskij Quadri di un'esposizione. Le versioni orchestrali di quest'ultima di Michail Tušmalov, Sir Henry Wood e Leo Funtek sono precedenti alla versione di Ravel del 1922 e molte altre ne sono state realizzate da allora, ma quella di Ravel rimane la più conosciuta. Kelly commenta la sua "straordinaria gamma di colori strumentali" e un critico contemporaneo ha commentato come, nell'avere a che fare con la musica di un altro compositore, Ravel riuscisse a produrre un suono orchestrale completamente diverso dal proprio.

### Musica per pianoforte
Sebbene Ravel abbia scritto meno di trenta lavori per pianoforte, essi sono un esempio della sua gamma di capacità; Orenstein osserva che il compositore mantiene il suo tocco personale "dalla sorprendente semplicità di Ma Mère l'Oye fino al virtuosismo trascendentale di Gaspard de la nuit". Il primo grande lavoro di Ravel per pianoforte, Jeux d'eau (1901), viene spesso citato come prova del fatto che aveva evoluto il suo stile indipendentemente da Debussy, i cui lavori principali per pianoforte vennero dopo. Quando scriveva per pianoforte solista, Ravel raramente mirava all'intimo effetto da camera caratteristico di Debussy, ma cercava un virtuosismo lisztiano. Gli autori di The Record Guide ritengono che opere come Gaspard de la Nuit e Miroirs abbiano una bellezza e un'originalità con un'ispirazione più profonda "nel genio armonico e melodico dello stesso Ravel".
La maggior parte della musica per pianoforte di Ravel è estremamente difficile da suonare e presenta ai pianisti una pari compensazione di sfide tecniche e artistiche. Scrivendo della sua musica per pianoforte il critico Andrew Clark osservò nel 2013, "Un'interpretazione di successo di Ravel è una cosa finemente bilanciata. Comprende una sottile musicalità, un senso per il colore pianistico e quel tipo di consumato virtuosismo che maschera le sfide tecniche avanzate che Ravel inserisce in Alborada del gracioso ... e i due movimenti esterni di Gaspard de la nuit. Troppo temperamento, e la musica perde la sua forma classica; troppo piccola e suonerà scialba". Questo equilibrio causò una frattura tra il compositore e Viñes, che affermò che se avesse osservato le sfumature e le velocità stabilite da Ravel per Gaspard de la Nuit, "Le gibet" avrebbe "annoiato il pubblico a morte". Alcuni pianisti continuano ad attirare critiche per l'interpretazione eccessiva della scrittura per pianoforte di Ravel.
Il rispetto di Ravel per i suoi predecessori si sente in molti dei suoi lavori per pianoforte. Menuet sur le nom de Haydn (1909), À la manière de Borodine (1912), À la manière de Chabrier (1913) e Le tombeau de Couperin incorporano tutti elementi dei compositori citati interpretati in maniera tipicamente ravelliana. Clark commenta che quelle opere per pianoforte che Ravel in seguito orchestrò sono adombrate dalle versioni riviste: "Ascolta Le tombeau de Couperin e la musica di balletto completa di Ma Mère L'Oye nelle incisioni classiche dirette da André Cluytens e le versioni per pianoforte non risuoneranno mai più del tutto allo stesso modo".

### Musica da camera
A parte una sonata in un movimento per violino e pianoforte risalente al 1899, non pubblicata durante la vita del compositore, Ravel scrisse sette lavori da camera. Il primo è il Quartetto per archi (1902–1903), dedicato a Fauré, che mostra l'influenza del quartetto di Debussy di dieci anni prima. Come quello di Debussy, differisce dai quartetti più monumentali dell'affermata scuola francese di Franck e dei suoi seguaci, per melodie più succinte, fluentemente interscambiate, per i tempi flessibili e la varietà del colore strumentale. L'Introduzione e Allegro per arpa, flauto, clarinetto e quartetto d'archi (1905) fu composto molto rapidamente rispetto ai tempi standard di Ravel. È un pezzo etereo nella vena della Pavane pour une infante défunte. Ravel lavorò anche a una velocità insolita al Trio per pianoforte (1914) per completarlo prima di arruolarsi nell'esercito francese. Contiene influenze basche, barocche ed estremo-orientali e mostra la crescente abilità tecnica di Ravel, nell'affrontare la difficoltà di bilanciare l'impatto del pianoforte con il suono sostenuto del violino e del violoncello, nelle parole del commentatore Keith Anderson: "fondendo due elementi così differenti in un linguaggio musicale che è inconfondibilmente suo proprio".
I quattro lavori da camera di Ravel composti dopo la prima guerra mondiale sono la Sonata per violino e violoncello (1920–22), la Berceuse sur le nom de Gabriel Fauré per violino e pianoforte (1922), l'originale da camera Tzigane per violino e pianoforte (1924) e infine la Sonata per violino n. 2 (1923–27). Le due opere centrali sono rispettivamente un tributo affettuoso all'insegnante di Ravel e un pezzo virtuosistico per la violinista Jelly d'Arányi. La Sonata per violino e violoncello è un distacco dalle ricche trame e armonie del Trio per pianoforte prebellico: il compositore affermò che aveva segnato una svolta nella sua carriera, con la semplicità della struttura spinta all'estremo e la rinuncia al fascino dell'armonia a favore della melodia pura. La sua ultima opera da camera, la Sonata per violino (a volte chiamata la Seconda dopo la pubblicazione postuma della sua sonata studentesca), è spesso un'opera dissonante. Ravel affermò che il violino e il piano sono strumenti "essenzialmente incompatibili" e che la sua Sonata rivela la loro incompatibilità. Sackville-West e Shawe-Taylor considerano le sonate del dopoguerra "piuttosto laboriose e insoddisfacenti" e nessuno dei due lavori ha eguagliato la popolarità delle opere da camera prebelliche di Ravel.

### Incisioni
Le interpretazioni di Ravel di alcune sue opere per pianoforte furono immortalate su un piano roll tra il 1914 e il 1928, anche se alcuni rulli che si suppone suonati da lui possano essere stati realizzati sotto la sua supervisione da Robert Casadesus, un pianista migliore. I trasferimenti dei rulli sono stati pubblicati su compact disc. Nel 1913 vi fu una registrazione su grammofono di Jeux d'eau suonata da Mark Hambourg e all'inizio degli anni 1920 c'erano dischi con Pavane pour une infante défunte e Ondine e movimenti del Quartetto per archi, Le tombeau de Couperin e Ma Mère l'Oye. Ravel fu tra i primi compositori che riconobbero il potenziale delle incisioni per portare la loro musica a un pubblico più vasto e nel corso degli anni venti vi fu un flusso costante di registrazioni delle sue opere, alcune delle quali presentavano il compositore come pianista o direttore. Una registrazione del Concerto per pianoforte in sol maggiore del 1932 fu pubblicizzata come "Diretto dal compositore", anche se in effetti aveva supervisionato le sessioni mentre un direttore più esperto aveva impugnato la bacchetta. Le registrazioni per le quali Ravel era veramente il direttore d'orchestra erano un Boléro del 1930 e un film sonoro di una esecuzione del Concerto in re maggiore del 1933 con Wittgenstein come solista.

## Onorificenze ed eredità
Ravel declinò non solo la Legione d'Onore, ma tutte le onorificenze di stato dalla Francia, rifiutando di permettere che il suo nome procedesse per l'elezione all'Institut de France. Accettò premi stranieri, tra cui l'adesione onoraria alla Royal Philharmonic Society nel 1921, l'Ordine di Leopoldo belga nel 1926 e un dottorato onorario presso l'Università di Oxford nel 1928.
Dopo la morte di Ravel, suo fratello e legatario, Edouard, trasformò la casa del compositore a Montfort-l'Amaury in un museo, lasciandola sostanzialmente come la conosceva Ravel. Dal 2018 la maison-musée de Maurice Ravel rimane aperta per le visite guidate.
Negli ultimi anni Edouard Ravel dichiarò la sua intenzione di lasciare la maggior parte del patrimonio del compositore alla città di Parigi per l'assegnazione di un premio Nobel per la musica, ma evidentemente cambiò idea. Dopo la sua morte nel 1960, la tenuta passò attraverso diverse mani. Nonostante le consistenti royalties pagate per l'esecuzione della musica di Ravel, nel 2000 la rivista Le Point riferì che non era chiaro chi fossero i beneficiari. Il quotidiano britannico The Guardian riferì nel 2001 che non erano stati raccolti soldi per i diritti d'autore per la manutenzione del museo Ravel di Montfort-l'Amaury, che era in cattivo stato di conservazione.

### Osservazioni
1. ↑  La famiglia di Joseph è descritta in alcune fonti come francese e in altre come svizzera; Versoix è nell'odierna Svizzera (2015), ma come osserva lo storico Philippe Morant, la nazionalità delle famiglie della zona è cambiata più volte nel corso delle generazioni mentre i confini venivano spostati; Joseph aveva un passaporto francese,[8] ma Ravel preferiva dire semplicemente che i suoi antenati paterni provenivano dallMassiccio del Giura.[9]
2. ↑  Gli studenti che per tre anni consecutivi non vincevano una medaglia competitiva venivano automaticamente espulsi ("faute de récompense") dal loro corso.[24][30]
3. ↑  "Ballata della regina morta per amore"
4. ↑  Quando era bambino, sua madre doveva talvolta offrirgli una ricompensa per fargli fare gli esercizi di piano,[27] e per tutta la vita i suoi colleghi criticarono la sua avversione per la pratica.[31]
5. ↑  Rispettivamente, "A great black sleep" e "Anne playing the spinet".
6. ↑  Ravel ne realizzò una versione orchestrale undici anni dopo.[24]
7. ↑  Questo critico era "Willy", Henri Gauthier-Villars, che divenne un ammiratore di Ravel. Ravel arrivò a condividere la sua visione di un'ouverture scadente, definendola "un goffo pasticcio".[42]
8. ↑  Ravel era alto 160 centimetri.[48]
9. ↑  Altri membri erano i compositori Florent Schmitt, Maurice Delage e Paul Ladmirault, i poeti Léon-Paul Fargue e Tristan Klingsor, il pittore Paul Sordes e il critico Michel Calvocoressi.[51]
10. ↑  In seguito Ravel giunse alla conclusione che "impressionismo" non era un termine adatto per nessuna musica ed era essenzialmente rilevante solo per la pittura.[58]
11. ↑  Letteralmente "Giochi d'acqua", talvolta tradotto come "Fontane"
12. ↑  Ravel ammise nel 1926 di aver presentato almeno un pezzo deliberatamente parodico della forma convenzionale richiesta: la cantata Myrrha, che scrisse per il concorso del 1901.[68]
13. ↑  Il musicologo David Lamaze ha suggerito che Ravel provasse un'attrazione romantica di lunga durata per Misia e ipotizza che il suo nome sia incorporato nella musica di Ravel nel modello ricorrente delle note E,B,A - "Mi, Si, La" nel solfeggio in francese.[73]
14. ↑  Questa osservazione è stata modificata dagli scrittori di Hollywood del film Rapsodia in blu nel 1945, in cui Ravel (interpretato da Oscar Loraine) racconta a Gershwin (Robert Alda) "Se studi con me scriverai solo Ravel di seconda scelta anziché Gershwin di prima qualità."[82]
15. ↑  Ravel, noto per i suoi gusti da buongustaio, sviluppò un inaspettato entusiasmo per la cucina inglese, in particolare bistecca e budino di rognone con birra scura.[90]
16. ↑  Fauré mantenne anche la presidenza della rivale Société Nationale, conservando l'affetto e il rispetto dei membri di entrambi gli organi, incluso d'Indy.[92]
17. ↑  "The Spanish Hour"
18. ↑  Si ritiene che l'anno in cui l'opera fu commissionata fosse il 1909, sebbene Ravel lo ricordasse già nel 1907.[101]
19. ↑  Ravel scrisse a un amico, "Devo dirti che l'ultima settimana è stata folle: preparare un libretto di balletto per la prossima stagione russa. [Ho lavorato] fino alle 3 del mattino quasi ogni notte. Per confondere le cose, Fokine non conosce una parola di francese e posso solo imprecare in russo. Indipendentemente dai traduttori, puoi immaginare il timbro di queste conversazioni."[102]
20. ↑  La prima pubblica fu teatro di una rivolta, con fazioni del pubblico a favore e contro l'opera, ma la musica entrò rapidamente nel repertorio teatrale e nelle sale da concerto.[110]
21. ↑  Non ha mai chiarito la ragione del suo rifiuto. Sono state avanzate diverse teorie. Rosenthal credeva che fosse perché molti erano morti in una guerra in cui Ravel non aveva effettivamente combattuto.[122] Un altro suggerimento è che Ravel si sentì tradito perché, nonostante i suoi desideri, a sua madre malata era stato detto che era entrato nell'esercito.[122] Edouard Ravel disse che suo fratello aveva rifiutato il premio perché era stato annunciato senza l'accettazione preliminare del destinatario.[122] Molti biografi credono che l'esperienza di Ravel durante lo scandalo del Prix de Rome lo abbia convinto che le istituzioni statali erano nemiche degli artisti progressisti[123]
22. ↑  Satie era noto per essersi rivoltato contro gli amici. Nel 1917, usando un linguaggio osceno, inveì contro Ravel per l'adolescente Francis Poulenc.[125] Nel 1924 Satie aveva ripudiato Poulenc e un altro ex amico Georges Auric.[126] Poulenc disse a un amico che era felice di non vedere più Satie: "Lo ammiro come sempre, ma faccio un sospiro di sollievo nel non dover finalmente ascoltare le sue eterne conclusioni sconnesse a proposito di Ravel..."[127]
23. ↑  Secondo alcune fonti, quando Diaghilev lo incontrò nel 1925, Ravel si rifiutò di stringere la mano e uno dei due uomini sfidò l'altro a duello. Harold Schonberg cita Diaghilev come lo sfidante e Gerald Larner cita Ravel.[134] Nessun duello ebbe luogo e nessun incidente di questo tipo è menzionato nelle biografie di Orenstein o Nichols, sebbene entrambi documentino che la rottura fu totale e permanente.[135]
24. ↑  "Canzoni del Madagascar"
25. ↑  "Il bambino e gli incantesimi"
26. ↑  In The New York Times Olin Downes scrisse: "Il signor Ravel ha continuato a farsi strada come artista in silenzio e molto bene. Ha sdegnato gli effetti superficiali o vistosi. È stato il suo critico più spietato."[152]
27. ↑  Nel 2015 WorldCat elencò più di 3.500 registrazioni nuove o ristampate dell'opera.[157]
28. ↑  Era una questione di affettuoso dibattito tra gli amici e i colleghi di Ravel se fosse peggiore nel dirigere o nel suonare.[160]
29. ↑  Nel 2008 "The New York Times" ha pubblicato un articolo che suggerisce che i primi effetti della demenza frontotemporale nel 1928 potrebbero spiegare la natura ripetitiva di "Boléro".[171] A questo seguì un articolo del 2002 in The European Journal of Neurology, che esaminava la storia clinica di Ravel e sosteneva che "Boléro" e il Concerto per pianoforte per la mano sinistra suggeriscono entrambi l'impatto del neurologico malattia.[172]
30. ↑  Grove Dictionary of Music and Musicians accredita Saint-Saëns con 169 opere, Fauré con 121 opere e Debussy con 182.[178]
31. ↑  Nel 2009 il pianista Steven Osborne scrisse di Gaspard, "Questa sanguinosa apertura! Sento di aver provato ogni possibile diteggiatura e niente funziona. Nella disperazione, divido le note della prima battuta tra le mie due mani anziché suonarle con una sola e improvvisamente vedo una via da seguire. Ma ora ho bisogno di una terza mano per la melodia."[220]
32. ↑  In un sondaggio del 2001 sulle registrazioni di "Gaspard de la nuit", il critico Andrew Clements scrisse "Ivo Pogorelich... merita di essere anche in quella lista, ma il suo fraseggio è così permissivo che alla fine non può essere preso sul serio... La scrittura di Ravel è così minuziosamente calcolata e accuratamente definita che lascia agli interpreti un piccolo spazio di manovra; Ashkenazy si prende alcune libertà, così come la Argerich."[223] Ravel stesso ammonì Marguerite Long," Non dovresti interpretare la mia musica: dovresti realizzarla." ("Il nuovo fa interprete ma musica, il faut le réaliser.")[224]
33. ↑  Altri compositori che registrarono la loro musica durante i primi anni del grammofono includevano Elgar, Grieg, Rachmaninoff e Richard Strauss.[235]